# Лёгкая атлетика на летних Олимпийских играх 2020 — тройной прыжок (мужчины)
Соревнования в тройном прыжке у мужчин на Олимпийских играх 2020 года в Токио прошли 3 и 5 августа 2021 года на Японском национальном стадионе. В соревнованиях приняли участие 32 спортсмена прошедшие квалификационные требования по длине прыжка или по мировому рейтингу.

## История
Соревнование в тройном прыжке у мужчин на Олимпийских играх 2020 года будет проводиться в 29 раз и станет одним из 12 видов легкой атлетики, проводимых на всех летних Олимпийских играх.

## Медалисты
| Золото                   | Серебро        | Бронза                       |
| Педро Пичардо Португалия | Чжу Ямин Китай | Юг Фабрис Занго Буркина-Фасо |

## Квалификация
Квалификационный стандарт на Олимпийских играх 2020 года в тройном прыжке у мужчин составил 17,14 метров. Стандарт был установлен с целью включения в турнир спортсменов выполнивших на квалификационных соревнованиях установленный норматив, но не прошедших квалификацию по итогам мирового рейтинга ИААФ. Мировые рейтинги основаны на расчёте среднего из пяти лучших результатов спортсмена за квалификационный период с учётом сложности уровня соревнований. Данные условия для отбора спортсменов использоваться, пока не будет достигнуто ограничение в 32.
Квалификационный период изначально был запланирован на период с 1 мая 2019 года по 29 июня 2020 года. Однако из-за пандемии коронавирусной инфекции в период с 6 апреля 2020 года по 30 ноября 2020 года соревнования были приостановлены, а дата окончания продлена до 29 июня 2021 года. Дата начала квалификации по итогам мирового рейтинга также была изменена с 1 мая 2019 года на 30 июня 2020 года. Спортсмены, выполнившие квалификационный стандарт в течение этого времени, были квалифицированы, а провести отбор по мировому рейтингу не представлялось возможным по причине отсутствия легкоатлетических турниров. В этой связи ИААФ изменил требование к расчёту мирового рейтинга, включив соревнования как на открытом воздухе, так и в помещении. Кроме того, засчитывался результат последнего регионального чемпионата, даже если он был проведён не во время квалификационного периода.
29 июня 2021 года 25 прыгунов прошли квалификацию по установленному нормативу и 7 — по рейтинговым позициям.

## Рекорды
Олимпийский рекорд до начала Игр:
| Мировой рекорд     | Джонатан Эдвардс (GBR) | 18,29 м | Гётеборг | 7 августа 1995 |
| Олимпийский рекорд | Кенни Харрисон (USA)   | 18,09 м | Атланта  | 27 июля 1996   |

- Олимпийский чемпион 2016 года по прыжкам в длину американский спортсмен Кристиан Тейлор не будет участвовать в Олимпийских играх в Токио из-за травмы ахилла.[3]

## Формат и календарь турнира
С 1936 года соревнования проходят по двухкруговому формату, включающему два различных раунда — квалификационный и финальный. При этом, в финальном раунде не учитываются результаты квалификационного раунда.
В квалификационном раунде каждому участнику даётся три попытки для выполнения квалификационного норматива, который в 2020 году установлен на отметке 17,05 метра. Отбираются минимум 12 спортсменов. Если количество выполнивших квалификацию больше, то в финал попадают все спортсмены, выполнившие квалификацию. В том случае, если количество выполнивших квалификацию меньше 12-ти, спортсмены отбираются в финал по лучшему результату.
В финале каждому участнику предоставляется три попытки. При этом восемь лучших прыгунов получают дополнительные три попытки — в общей сложности шесть (попытки квалификационного раунда в финале не учитываются).
Время Олимпийских объектов местное (Япония, UTC+9)
| Дата                    | Время | Раунд        |
| ----------------------- | ----- | ------------ |
| Вторник, 3 августа 2021 | 09:00 | Квалификация |
| Четверг, 5 августа 2021 | 11:00 | Финал        |

### Квалификация
Норматив: 17,05 м (Q) или 12 лучших по результату (q)
| Место | Группа | Спортсмен         | НОК            | 1     | 2     | 3     | Результат | Прим. |
| ----- | ------ | ----------------- | -------------- | ----- | ----- | ----- | --------- | ----- |
| 1     | B      | Педро Пичардо     | Португалия     | 16.98 | 17.71 | —     | 17.71     | Q, SB |
| 2     | B      | Неджати Эр        | Турция         | x     | 16.70 | 17.13 | 17.13     | Q     |
| 3     | A      | Чжу Ямин          | Китай          | 17.11 | —     | —     | 17.11     | Q     |
| 4     | A      | Кристиан Наполес  | Куба           | 17.08 | —     | —     | 17.08     | Q, SB |
| 5     | B      | Яссер Трики       | Алжир          | 16.75 | 16.67 | 17.05 | 17.05     | Q     |
| 6     | B      | Дональд Скотт     | США            | 17.01 | 16.43 | r     | 17.01     | q     |
| 7     | A      | Андреа Даллавалле | Италия         | 16.99 | 16.59 | —     | 16.99     | q     |
| 8     | A      | Уилл Клэй         | США            | 16.78 | 16.88 | 16.91 | 16.91     | q     |
| 9     | B      | Эммануэль Ихемейе | Италия         | 16.88 | x     | 16.28 | 16.88     | q     |
| 10    | B      | Фан Яоцин         | Китай          | 16.79 | 16.69 | 16.84 | 16.84     | q     |
| 11    | B      | Мельвин Раффен    | Франция        | 16.49 | 16.83 | 16.58 | 16.83     | q     |
| 12    | A      | Юг Фабрис Занго   | Буркина-Фасо   | 16.83 | 16.46 | 16.37 | 16.83     | q     |
| 13    | A      | Тобиа Бокки       | Италия         | 16.78 | 16.67 | 15.45 | 16.78     |       |
| 14    | A      | У Жуйтин          | Китай          | x     | 16.73 | 16.10 | 16.73     |       |
| 15    | A      | Назим Бабаев      | Азербайджан    | 16.38 | 16.30 | 16.72 | 16.72     | SB    |
| 16    | A      | Тьягу Перейра     | Португалия     | 16.62 | 16.71 | 15.79 | 16.71     |       |
| 17    | B      | Макс Хесс         | Германия       | 13.79 | 16.69 | x     | 16.69     |       |
| 18    | B      | Крис Бенард       | США            | 16.44 | 16.59 | 16.49 | 16.59     |       |
| 19    | B      | Бенжамен Компаоре | Франция        | 16.59 | 16.39 | 15.29 | 16.59     |       |
| 20    | A      | Матеус де Са      | Бразилия       | 16.49 | x     | 16.33 | 16.49     |       |
| 21    | B      | Левон Агасян      | Армения        | x     | 16.42 | x     | 16.42     |       |
| 22    | B      | Бен Уильямс       | Великобритания | x     | 16.30 | x     | 16.30     |       |
| 23    | B      | Алмир дос Сантос  | Бразилия       | x     | 16.27 | 16.27 | 16.27     |       |
| 24    | A      | Кэри Маклеод      | Ямайка         | 15.82 | 16.01 | x     | 16.01     |       |
| 25    | B      | Пабло Торрихос    | Испания        | 15.87 | x     | x     | 15.87     |       |
| 26    | A      | Александро Мело   | Бразилия       | 15.65 | r     | —     | 15.65     |       |
| 27    | A      | Нелсон Эвора      | Португалия     | x     | 15.39 | x     | 15.39     |       |
| —     | A      | Лаша Торгваидзе   | Грузия         | x     | x     | —     | NM        |       |
| —     | A      | Жан-Марк Понвьянн | Франция        | x     | x     | x     | NM        |       |
| —     | A      | Руслан Курбанов   | Узбекистан     | x     | r     | —     | NM        |       |
| —     | B      | Димитриос Циамис  | Греция         | x     | r     | —     | NM        |       |
| —     | B      | Энди Диас         | Куба           | —     | —     | —     | DNS       |       |

| - Q — выполнен квалификационный норматив - q — квалифицирована по лучшему результату среди невыполнивших квалификационный норматив - SB — лучший результат в сезоне - PB — лучший результат в карьере - OR — олимпийский рекорд | - WR — мировой рекорд - AR — рекорд континента - NR — национальный рекорд - NM — нет ни одной зачётной попытки - DNS — не стартовала |

### Финал
| Место | Спортсмен         | НОК          | 1     | 2     | 3     | 4                   | 5                   | 6                   | Результат | Прим. |
| ----- | ----------------- | ------------ | ----- | ----- | ----- | ------------------- | ------------------- | ------------------- | --------- | ----- |
| 1     | Педро Пичардо     | Португалия   | 17.61 | 17.61 | 17.98 | x                   | —                   | x                   | 17.98     | NR    |
| 2     | Чжу Ямин          | Китай        | 16.63 | 17.41 | 17.11 | 17.16               | 17.57               | 15.02               | 17.57     | PB    |
| 3     | Юг Фабрис Занго   | Буркина-Фасо | 15.91 | 16.83 | 17.47 | x                   | 17.31               | 17.43               | 17.47     |       |
| 4     | Уилл Клэй         | США          | 17.19 | x     | 17.44 | 16.69               | 17.04               | 17.36               | 17.44     | SB    |
| 5     | Ясир Трики        | Алжир        | 17.30 | 17.42 | 17.40 | 17.08               | 17.43               | 17.10               | 17.43     | NR    |
| 6     | Неджати Эр        | Турция       | 16.84 | 15.27 | 17.25 | —                   | x                   | x                   | 17.25     | SB    |
| 7     | Дональд Скотт     | США          | 17.15 | x     | 16.86 | 17.18               | 16.79               | 16.95               | 17.18     | SB    |
| 8     | Фан Яоцин         | Китай        | 16.95 | 16.52 | 16.53 | 17.01               | 14.60               | 15.94               | 17.01     |       |
| 9     | Андреа Даллавалле | Италия       | 16.62 | 16.85 | 16.74 | не квалифицировался | не квалифицировался | не квалифицировался | 16.85     |       |
| 10    | Кристиан Наполес  | Куба         | x     | 16.63 | x     | не квалифицировался | не квалифицировался | не квалифицировался | 16.63     |       |
| 11    | Эммануэль Ихемейе | Италия       | x     | 16.52 | 16.04 | не квалифицировался | не квалифицировался | не квалифицировался | 16.52     |       |
| 12    | Мельвин Раффен    | Франция      | x     | x     | x     | не квалифицировался | не квалифицировался | не квалифицировался | NM        |       |